# Zavodska (stanice metra v Charkově)
Zavodska (ukrajinsky Заводська, do roku 2024 Zavod imeni Malyševa, ukrajinsky Завод імені Малишева) je stanice charkovského metra na Cholodnohirsko-Zavodské lince. Stanice byla otevřena v rámci prvního úseku linky Cholodnohirsko-Zavodska dne 23. srpna 1975.
Stanice se nachází v průmyslové oblasti bývalého vojenského závodu, po kterém je stanice pojmenována.

## Název
Původní název Zavod imeni Malyševa, byl vybrán díky nedalekému dnes již bývalému vojenskému závodu. V důsledku derusifikace Ukrajiny bylo rozhodnuto přejmenovat stanici metra. 26. července 2024 byla společně s třemi dalšími stanicemi přejmenována. Současný název byl pouze zkrácen na Zavodska.

## Konstrukce stanice
Výstavba prvního úseku linky Cholodnohirsko-Zavodska probíhala v úseku mezi stanicemi Cholodna hora a Moskovskyj prospekt (nyní Turboartom) a nejdříve se začalo stavět nedaleko stanice Pivdennyj vokzal. Souběžně i s výstavbou probíhala i architektonická soutěž, kde byli hlavně přijímány návrhy přísně utilitární a dost stanic si je podobných s prvním úsekem linky C pražského metra.
Zatímco většina prvního úseku linky byla ražená, mimo centrum města se preferovala levnější varianta výstavby hloubených stanic. Výstavba stanice byla rychlejší a lehčí hlavně díky nízkému nasycení půdy za stanicí Sportyvna.
První úsek metra, který obsahoval stanice Vulycja Sverdlova, Pivdennyj vokzal, Centralnyj rynok, Raďanska, Prospekt Haharina, Sportyvna, Zavod imeni Malyševa a Moskovskyj prospekt společně s depem Nemyšljanske, byl otevřen 23. srpna 1975.

## Charakteristika stanice
Z technického hlediska byla stanice postavena jako hloubená mělce založená stanice podepíraná dvěma řadami sloupů v přibližné hloubce 8 metrů. Jde o stanici ve tvaru kvádru, která je uprostřed podepíraná dvěma řadami sloupů. Stanice obsahuje dva vestibuly, do prvního západního vestibulu ústí východ od ulice Balašovský průjezd a do druhého východního vestibulu ústí dva východy pod ulici Plechanivská. Východní vestibul je spojen s nástupištěm eskalátory a západní vestibul je s nástupištěm spojen schodištěm.
Vzhled stanice je více detailní než u ostatních stanic prvního úseku linky. Pilíře ve tvaru kvádru jsou obloženy šedým mramorem a podlaha černým labradoritem. Kolejová zeď je obložena dlaždicemi ve tvaru šestiúhelníků a v místě kde je vytyčen název stanice je zeď obložena šedým mramorem. Na kolejové zdi se také nachází dveře, které tvoří přístup ke kabelovým žlabům, tyto dveře z kovu zdobí jednoduchý znak v podobě velkého ozubeného kola a na něm se nachází zkratka ZTM (ukrajinsky завод транспортного машинобудування, závod dopravního strojírenství).